# Schneeloch
Schneeloch – jaskinia krasowa w środkowej Austrii, w masywie Tennengebirge, w Alpach Salzburskich. 
W Schneeloch występuje ciek wodny tworzący wodospady oraz syfon na dnie. W górnych partiach jaskini znajdują się duże ilości lodu naciekowego oraz śniegu.

## Historia eksploracji
Badania jaskini podjęli w roku 1975 speleologowie austriaccy i belgijscy, osiągając początkowo głębokość -100 m. W roku 1977 eksplorację jaskini podjęli Polacy z Warszawskiego Akademickiego Klubu Speleologicznego, schodząc do głębokości -280 m. W następnych latach prace kontynuowali tylko Belgowie, osiągając w roku 1978 deniwelację 1 086 m, a latem  1979 r. nurkując w syfonie dosięgli dno.